# Fausto Pocar

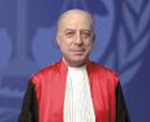
Fausto Pocar

Fausto Pocar (ur. 21 lutego 1939 w Mediolanie) – włoski prawnik, profesor prawa międzynarodowego, obecnie prezes Międzynarodowego Trybunału Karnego dla byłej Jugosławii (ICTY).
Jako naukowiec przez całą karierę związany był przede wszystkim z Uniwersytetem w Mediolanie, gdzie zajmował się prawem międzynarodowym publicznym (w tym prawem humanitarnym oraz prawem europejskim) i prywatnym. Był m.in. dziekanem Wydziału Nauk Politycznych oraz prorektorem tej uczelni. Obecnie związany jest z jej Wydziałem Prawa. Wykładał także w Haskiej Akademii Prawa Międzynarodowego.
W latach 1984–2000 zasiadał w Komitecie Praw Człowieka, w tym w latach 1991–1992 jako jego przewodniczący. W latach 1995–1996 był specjalnym wysłannikiem Wysokiego Komisarza NZ ds. Praw Człowieka do Czeczenii. Był również członkiem włoskiej delegacji do Komisji Praw Człowieka ONZ. Od 2000 zasiada w ICTY, obecnie orzeka w Izbie Apelacyjnej (wspólnej dla ICTY i ICTR). Od 2005 pełni funkcję prezesa haskiego trybunału. Jego obecna kadencja upływa w roku 2009.